# 黒井忠寄
黒井 忠寄（くろい ただより、延享4年（1747年） - 寛政11年11月7日（1799年12月3日））は、江戸時代中期の米沢藩の藩士、和算家。通称は半四郎、号は幽量。家格は五十騎組。石高は30石、後に80石。
米沢藩の事業として最上川流域における初めての用水路工事となる北条郷新堰（黒井堰）や玉川から白川へ灌漑のための通水を行う飯豊山穴堰の普請を立案し、推進させた。
なお、米沢藩出身で明治・大正期の海軍軍人、黒井悌次郎は傍系である。

## 経歴
若い頃より和算に優れ、高橋庄蔵より元禄時代から米沢に流入した中西流算術を学び、明和2年（1765年）で免許を受ける。また江戸で藤田貞資より関流算術を学び、ここでも免許を受けた。
明和5年（1768年）に家督相続。当初は五十騎組の平番だったが、明和9年1月（1772年）に上杉治憲の重臣・竹俣当綱の推挙で勘定頭に登用される。就任後は財政逼迫の実態を探求して冗費節約や藩会計帳を作成し、年1回だった藩会計検査を月1回に改正するなどし、財政経済関係の献策には定評があった。寛政元年（1789年）に仲之間年寄（六老）まで昇進。
寛政6年（1794年）に普請奉行となって北条郷新堰の工事を着手し、寛政8年（1796年）に人夫延べ10万6625人、大工職人1万200人を投じて完成させる。寛政7年（1795年）、視察に来た上杉治憲・上杉治広より黒井の名をとって「黒井堰」と命名され、北条郷新堰の別名となる。
さらに計算に有能な弟子たちとともに綿密に測量した上で、飯豊山穴堰の工事の計画書を寛政11年（1799年）7月に藩に提出する。この工事は膨大な経費を要するので、重臣たちにも賛成者は少なかったが、莅戸善政の信頼の元に同年8月に普請を着工。本人はその年に中風（『山形県史第3巻』では脳溢血）で倒れ、11月に死去したため完成を見ることはなかった。
黒井の死後も莅戸善政・政以親子が普請奉行を受け継いで工事は遂行され、普請奉行が大石綱豊に引き継がれた文政元年（1818年）、飯豊山穴堰は完成する。標高1500メートルでの工事で、雪のために7月から10月半ばの2か月しか工事できず、文化11年から13年（1814年 - 1816年）の大倹中は工事を中断したので、黒井の4年から5年で完成するという予想に反し、実際の完成には20年近くかかった。
この2つの工事によって、元来水の便が悪く旱魃の起こりやすい北条郷や中郡でも引水が可能となり、田地生産の安定と新田造成に貢献し、化政年間の米沢藩の農村繁栄をもたらした。
大正7年（1918年）、従五位を追贈された。

## 人物
他の米沢藩の中級武士同様に当初は貧しく、妻が着物を質入れして生活していたという。
寡黙で一途に物事を考える性格であり、深思黙考しているときは道で知人と会っても挨拶を忘れたり、自分の家の門前を通り過ぎ、間違って隣の家の玄関に入っていったこともあったといわれる。